# خطر كارثي عالمي
الخطرُ الكارثيّ العالميّ هو حدثٌ افتراضيٌ مُستَقبليّ يمكن أن يضر بسلامة الإنسان على نطاق عالمي، بل يمكن أن يُهدِّد ويُدمر الحضارة الحديثة. يُعرَف الحدث الذي يمكن أن يسبب انقراض الإنسان أو أن يُقلّص من الإمكانات البشريّة بشكل دائم بأنه خطر وُجودِيّ.
تشمل المخاطر العالميَّة المُحتملة بعض المخاطر المُسبَّبة من قِبل البشر مثل: التكنولوجيا والحكومات وتغيرات المناخ، بالإضافة إلى المخاطر غير البشرية المنشأ أو الخارجية. من الأمثلة على مخاطر التكنولوجيا: الخطر الوُجودِيّ من الذكاء الاصطناعي العام والتقانة الحيوية المُدمرة أو تقنية النانو الجزيئية. تخلقُ إدارة الحكومات العالمية غير الكافية مخاطر في المجالات الاجتماعية والسياسية، مثل: الحرب العالمية الثالثة، بما في ذلك المحرقة النووية والإرهاب البيولوجي باستخدام الكائنات المُعدَّلة وراثيًا، والإرهاب الإلكتروني الذي يدمر البُنى التحتية الأساسيّة مثل الشبكات الكهربائية؛ أو الفشل في إدارة الجائحات. تشمل المشكلات والمخاطر في مجال إدارة نظام الأرض: الاحتباس الحراري والتدهور البيئي، بما في ذلك انقراض الأنواع، والمجاعة نتيجة الانفجار السكاني والزراعة غير المُستدامة.
ومن الأمثلة على المخاطر غير البشرية المنشأ: اصطدام الكُويكبات وثوران البركان الهائل وانفجار أشعة غاما والعاصفة الجيومغناطيسية الأرضية المُدمِّرة للمعدات الإلكترونية أو تغيرات المناخ الطبيعية على المدى الطويل.

## التّصنيف

### الكارثة العالمية مقابل الوجودية
«الخطر الكارثي العالمي» هو أي خطر يكون على الأقل «عالميًا» في نطاقه، وغير «محسوس» من حيث شدته. قد تقتل المخاطر الكارثية العالمية معظم الأرواح على الأرض، ولكن من المحتمل أن تتعافى البشرية مُجددًا. من جهةٍ أخرى، هناك خطرٌ وجوديٌ مُتمثلٌ في تدمير البشرية تمامًا أو على الأقل سيمنع أي فرصة لاستعادة الحضارة.
وعلى نحوٍ مماثل، فصّلَ ريتشارد بوسنر في كتابه: «الكارثة: المخاطرة والاستجابة»، الأحداث التي تُسبِّب «الدمار أو الخراب» على نطاق عالمي بدلاً من «المحلي أو الإقليمي». أشار بوسنر إلى الأحداث التي تستحق اهتمامًا خاصًا بناءً على تحليل التكلفة والفائدة لأنها قد تُعرِّض بقاءَ الجنس البشري كَكُلّ للخطر إما بشكل مباشر أو غير مباشر. تتضمن الأحداث التي تكلم عنها بوسنر: حوادث الاصطدام (نيازك أو كويكبات أو مُذنَّبات) والاحتباس الحراري وغراي غو (سيناريو نهاية العالم) والإرهاب البيولوجيّ.
يواجه الباحثون صعوبةً في دراسة قُرب الانقراضِ البشريِّ مباشرةً، إذ لم تُدَّمر البشريَّة من قبل. وهذا لا يعني أنه لن يكون موجودًا في المستقبل، ولكنه يجعل من الصعب وضعَ نماذجٍ للمخاطر الوجودية، ويرجع ذلك جزئيًا إلى انحياز البقاء على قيد الحياة.

## الاحتمالات
تنتج بعض المخاطر عن ظواهر حدثت في الماضي في الأرض وتركت أثرًا جيولوجيًا. ومن الممكن وضع تقديرات لاحتمالية حصول مثل هذه الأحداث في المستقبل. على سبيل المثال، قُدِّرت نسبة وقوع حوادث الاصطدام (الكويكبات أوالمذنبات) قبل عام 2100 بنحو واحد في المليون. مثال آخر على ذلك: البراكين الهائلة، إذ يوجد العديد من البراكين المعروفة مثل: جبل. توبا، وبحسب نظريّة كارثة توبا كاد انفجار البركان الأخير أن يمحو البشرية تقريبًا. يقترح الأرشيف الجيولوجي أن هذا البركان ينفجر مرة كل 50 ألف عام.
يَصعُب حساب الخطرِ النسبيِّ الذي تشكله التهديدات الأخرى بدون الاستفادة من السجلات الجيولوجية والرّصد المباشر.
استُخدمَت دراسات الخبراء بشكلٍ مُتكرِّر للحصول على تقديرات الاحتمالات نظرًا لقيود الحساب والنمذجة العادية. اقترَح استقصاء غير رسمي للخبراء في عام 2008، يبحث في مخاطر الكوارث العالمية في المؤتمر العالمي لمخاطر الكوارث في جامعة أوكسفورد فرصة بنسبة 19 ٪ للانقراض البشري بحلول عام 2100. لم تكن نتائج المؤتمر هادفة إلى التقاط جميع المخاطر الكبيرة ولم تشمل مواضعًا مثل التغيرات في المناخ، ومن المرجح أنها عكست العديد من الانحيازات المعرفية للمشاركين في المؤتمر.
قدّر التقريرُ السنويُّ في عام 2016 الصَّادر عن مؤسسة التحديات العالمية أن مُعدَّل الوفاة في أمريكيا خلال حَدَث انقراض البشرية سيكون أكثر من خمسة أضعاف مما هو عليه في أثناء حوادث السيارات.
توجدُ الكثيرُ من التحديات المنهجية الكبيرة في تقدير المخاطر بدقَّة. إذ أُعطيَ الاهتمامُ الأكبرُ للمخاطر التي تُهدِّد الحضارة الإنسانية على مدار المئة عام القادمة، ولكن التنبؤ بهذه المدة الزمنية أمر صعب. وقد قيل إن أنواع التهديدات التي تُشكِّلها الطبيعة ثابتة نسبياً، لكنّ هذا الكلام مُختلف عليه وهذا يعني أنه يمكن اكتشاف مخاطر جديدة دائمًا. ومن المحتمل أن تتغير التهديدات البشرية المنشأ كثيرًا مع تطور التكنولوجيا الجديدة؛ في حين أن البراكين كانت تشكل تهديدًا على مر التاريخ، كانت الأسلحة النووية موجودة فقط منذ القرن العشرين. أُثبتَ تاريخيًا أنّ قدرة الخبراء على التنبؤ بالمستقبل عبر الجداول الزمنية هي محدودةٌ للغاية. إذ أن التنبؤ بالتهديدات من صنع الإنسان مثل الحرب النووية أو تكنولوجيا النانو هي أصعب بكثير من التنبؤ بالتهديدات من صنع الطبيعية، وذلك بسبب الصعوبات المنهجية الكامنة في العلوم الاجتماعية. عمومًا، يَصعُب تقدير حجم المخاطر الناتجة عن هذا الخطر أو غيره، خاصة أن العلاقات والتكنولوجيا الدولية يمكن أن تتغير بسرعة.
تُشكِّل المخاطرُ الوجوديةُ تحدياتٍ فريدة للتنبؤات، حتى أكثر من الأحداث الطويلة الأمد، بسبب تأثيرات المبدأ الإنساني. على عكس معظم الأحداث، فإن فشل حَدَث الانقراض الكامل في الماضي ليس دليلًا على احتمال حدوثه في المستقبل. يمكن تجنب هذه المشكلات البشرية من خلال النظر في الأدلة مثل: التقييم المُباشر للتأثيرات المُحتملة للتكنولوجيا الجديدة.

## الأهمية الأخلاقيَّة للمخاطر الوجودية
فضَّل بعض العلماء التقليل من المخاطر الوجودية اعتقادًا منهم بأن ذلك مفيدٌ للأجيال القادمة كثيرًا. يجادل ديريك بارفيت بأن الانقراض سيكون خسارة ضخمة لأن أحفادنا من المُمكن أن يعيشوا لمدة أربعة مليارات عام قبل أن تجعل الشمس من كوكب الأرض مكانًا غير صالح للسكن. وإذا قام البشر في المستقبل باستعمار الفضاء، فقد يكونوا قادرين على دعم أعداد كبيرة جدًا من الناس على كواكب أخرى، ومن المحتمل أن يبقوا لعدة تريليونات من السنين. ولهذا، فإن الحد من المخاطر الوجودية حتى ولو بكمياتٍ صغيرةٍ سيكون له أثرٌ كبيرٌ على العددِ المتوقعِ من الناس الذين سوف يعيشون في المستقبل.
ناقش بعض الاقتصاديين أهمية المخاطر الكارثية العالمية، وإن لم تكن مخاطر وجودية. إذ يجادل مارتن فايتسمان بأن معظم الأضرار الاقتصادية المتوقعة الناجمة عن تغيرات المناخ تأتي من فُرص صغيرة غير متوقعة وهذا ما يؤدي إلى أضرار كارثية.
يمكن أن تؤثر العديد من الانحيازات المعرفية على حكم الناس على مدى أهمية المخاطر الوجودية، بما في ذلك: مغالطة التزامن وتأثير الثقة المبالغة والعقلية حسب الظروف.
يمكن أن تفسر بعض الأسباب اقتصادية سبب ضآلة الجهود المبذولة من قِبل الدول في الحد من المخاطر الوجودية. فحتى لو قللت بعض الدول الكبيرة من شأن هذا الخطر الكبير، فهي لن تستمتع وقتًا طويلًا من فائدة القيام بذلك. وبالإضافة إلى ذلك، فإن الغالبية العظمى من الفوائد من المُمكن أن تتمتع بها الأجيال في المستقبل البعيد، وعلى الرغم من أن هؤلاء الناس في المستقبل سيكونون من الناحية النظرية على استعدادٍ تام لدفع مبالغ ضخمة للحد من المخاطر الوجودية، لا توجد آلية مُعيَّنة لمثل هذه الصفقة لحد الآن.